# Air Andorra
Air Andorra fue una aerolínea regional española de modelo start-up con base en el aeropuerto de Seu de Urgel, junto a Andorra, que jamás llegó a comenzar sus operaciones.

## Historia
Air Andorra se formó por parte de empresarios ligados a la industria aerocomercial que tenían intención de utilizar el aeropuerto de Seo de Urgel (actualmente conocido como aeropuerto Andorra-La Seu), en España, como base de operaciones para los vuelos de conexión con Andorra, dado que el país pirenaico no cuenta con ningún aeropuerto propio.

### El aeropuerto andorrano
Con la promesa por parte de la generalidad de Cataluña de reabrir el aeropuerto de la Seo de Urgel al tráfico comercial en 2015 unido a una considerable inversión del ministerio de fomento andorrano para mejorar las conexiones europeas con el país, varios inversores privados barajaron la posibilidad de crear una aerolínea que abarcase las rutas aéreas a Andorra, que hasta entonces se cubrían en exclusiva con vuelos privados o algunos fletados por la propia administración catalana. Junto a Air Andorra, también se pugnó por la creación de Andorra Airlines por parte del empresario y expolítico Jorge Soriano.

### Rutas deficitarias
Para diversas voces del sector, la ruta principal propuesta por la compañía (Barcelona-Andorra la Vieja) sería a todas luces insostenible, dado que no reportaría beneficios a la compañía por su baja demanda, ni tampoco sumando otras posibles conexiones europeas con la capital pirenaica: Madrid, París, Lisboa o Toulouse.
Según ciertas voces, los promotores de la compañía, Rafael Calabria Ramos y José Borrás Cabanés insistían en que el beneficio de la compañía vendría de mano de las subvenciones que atraería la misma por dar uso al aeropuerto ilerdense así como ser la única compañía comercial en cubrir las conexiones a Andorra.

### Impagos antes de despegar
Para 2020, la compañía fundada en 2015 todavía no había operado ningún vuelo (aunque anunció el primero en 2016: una ruta desde Madrid; éste nunca se llegó a efectuar) y ya se encontraba debiendo pagos al servicio de limpieza de sus instalaciones, el cual acabó llevando a la compañía a juicio. El juicio dio la razón al Grupo LD de limpieza, aunque no consiguieron dar con los administradores de la compañía, que desaparecieron sin llevarla siquiera a concurso de acreedores.

## Flota
| Aeronaves  | Total | Pasajeros | Notas |
| ---------- | ----- | --------- | ----- |
| ATR-42     | 1     | 46        |       |
| ATR-72-200 | 1     | TBA       |       |